# Bulgarian International 1991
Die Bulgarian International 1991 im Badminton fanden vom 15. bis zum 17. November 1991 in Pasardschik statt. Es war die 8. Auflage dieser Turnierserie. 

## Medaillengewinner
| Disziplin    | Gold                               | Silber                           | Bronze                              |
| ------------ | ---------------------------------- | -------------------------------- | ----------------------------------- |
| Herreneinzel | Robert Liljequist                  | Wei Yan                          | Peter Bush                          |
| Herreneinzel | Robert Liljequist                  | Wei Yan                          | Lasse Lindelöf                      |
| Dameneinzel  | Irina Serova                       | Felicity Gallup                  | Nicole Baldewein                    |
| Dameneinzel  | Irina Serova                       | Felicity Gallup                  | Silvia Albrecht                     |
| Herrendoppel | Michael Helber Markus Keck         | Jerzy Dołhan Jacek Hankiewicz    | Harald Koch Jürgen Koch             |
| Herrendoppel | Michael Helber Markus Keck         | Jerzy Dołhan Jacek Hankiewicz    | Oliver Pongratz Dirk Wagner         |
| Damendoppel  | Andrea Findhammer Anne-Katrin Seid | Virginie Delvingt Christelle Mol | Tracy Dineen Felicity Gallup        |
| Damendoppel  | Andrea Findhammer Anne-Katrin Seid | Virginie Delvingt Christelle Mol | Bożena Haracz Beata Syta            |
| Mixed        | Markus Keck Anne-Katrin Seid       | Jerzy Dołhan Bożena Haracz       | Kai Abraham Sabine Ploner           |
| Mixed        | Markus Keck Anne-Katrin Seid       | Jerzy Dołhan Bożena Haracz       | Michael Helber Dimitrinka Dimitrova |